# The Blasters
The Blasters ist eine 1979 in Downey, Kalifornien, von den Brüdern Phil Alvin (Gesang und Gitarre) und Dave Alvin (Gitarre) mit dem Bassisten John Bazz und dem Schlagzeuger Bill Bateman gegründete Rockband.

## Geschichte
Saxophon-Legende Lee Allen unterstützte die Band bei zwei Alben. Steve Berlin (Saxophon) und Gene Taylor (Piano) kamen kurzzeitig hinzu; Berlin wechselte bald darauf zur befreundeten Band Los Lobos. Dave Alvin verließ die Band 1986 für eine von der Kritik gefeierte Solokarriere.
Das erste Album erschienen auf dem Rollin’ Rock Label und war dementsprechend eindeutig im Rockabilly-Stil gehalten.
Der Titel Marie, Marie wurde erfolgreich von Shakin’ Stevens gecovert.
Im Film Straßen in Flammen von Walter Hill mit dem Soundtrack von Ry Cooder spielten The Blasters die Band im Lokal einer Motorradgang. Ihr Titel Dark Night war im Film From Dusk Till Dawn zu hören. Dieser Song war bereits 1985 in einer Folge (Schmutzige Hände) der Serie Miami Vice verwendet worden – Ricardo Tubbs spielte ihn auf einer nächtlichen Fahrt in seinem Auto ab.

## Diskografie
Alben
- 1980: American Music
- 1981: The Blasters
- 1982: Over There (Live at The Venue, London)
- 1983: Non-Fiction
- 1985: Hard Line
- 2002: Trouble Bound (live)
- 2004: Going Home (live)
- 2004: 4-11-44
- 2012: Fun on Saturday Night
- 2013: Live 1986
- 2019: Dark Night: Live in Philly